# Rurik Kunigunda cseh királyné
Kunigunda Rosztyiszlavna (ismert még mint Halicsi, Macsói vagy Magyarországi Kunigunda, csehül: Kunhuta Uherská, Haličská či Mačevská; 1245 körül – Prága, Cseh Királyság, 1285. szeptember 9.), a Rurik-házból származó szlavón, halicsi és macsói hercegnő, Rosztyiszlav Mihajlovics fejedelem és Magyarországi Anna leánya, aki II. Ottokár második hitveseként Csehország királynéja 1261 és 1278 között.

## Származása
Kunigunda hercegnő 1245 körül született, feltételezhetően Kijevben, a Rurik-dinasztiába. Apja III. Rosztyiszlav Mihajlovics, aki kijevi nagyfejedelem volt pár hónapig, emellett többek között novgorodi fejedelem, halicsi és macsói uralkodó herceg és szlavón bán is volt. Apai nagyszülei Szent Mihály és Olena Romanovna voltak. Apai nagyapai dédszülei Vörös Vszevolod kijevi nagyfejedelem és egy ismeretlen nevű lengyel hercegnő (Igazságos Kázmér lengyel fejedelem leánya), apai nagyanyai dédszülei pedig Nagy Roman kijevi nagyfejedelem és Predslava Rurikivna (II. Rurik kijevi nagyfejedelem leánya) voltak.
Anyja a magyar királyi dinasztiából, az Árpád-házból származó Anna királyi hercegnő volt. Anyai nagyszülei IV. Béla magyar király és Laszkarisz Mária királyné voltak. Anyai nagyapai dédszülei Jeruzsálemi András magyar király és Merániai Gertrudis (IV. Bertold meráni herceg leánya), anyai nagyanyai dédszülei pedig I. Theodórosz nikaiai császár és Angelosz Anna (III. Alexiosz bizánci császár leánya) voltak.
Kunigunda hercegnő szülei ötödik gyermeke volt. Hat testvére között van Béla macsói herceg, Mihály bosnyák bán, egy ismeretlen nevű leánytestvér, aki II. Mihály Aszen majd II. Kálmán Aszen bolgár cár felesége lett, továbbá Agrippina hercegnő, aki Fekete Leszek lengyel fejedelem felesége lett, valamint Margit nevű húga, aki apáca lett.

## Házassága és gyermekei
1261-ben szülei férjhez adták a cseh királyi dinasztiából, a Přemysl-házból származó II. Nagy Ottokár cseh királyhoz, akinek ez volt a második házassága, első feleségétől, Babenbergi Margit hercegnőtől elvált, miután a hercegnő nem tudott neki utódokat szülni. Ottokár I. Vencel cseh király és Sváb Kunigunda (Sváb Fülöp német király leányának) gyermeke volt. Kapcsolatukból három gyermek született:
- Kunigunda királyi hercegnő (1265. január – 1321. november 27.), hozzáment II. Boleszláv mazóviai herceghez.
- Ágnes királyi hercegnő (1269. szeptember 5. – 1296. május 17.), II. Rudolf osztrák herceg felesége lett.
- Vencel királyi herceg (1271. szeptember 17. – 1305. június 21.), apja örököseként cseh király.

Kunigunda férjével való kapcsolata boldog volt, csak Ottokár magyarok iránti ellenszenvét nem szerette. Nem tudta elsimítani férje és nagybátyja, V. István valamint unokatestvére, Kun László magyar királyok közötti konfliktusokat. 1278-ban unokatestvére a második morvamezei csatában legyőzte férjét, és Kunigunda özvegyen maradt három gyermekével. Férje halála után kiskorú fia, Vencel herceg gyámja volt.
Ottó brandenburgi őrgróf azonban 1282-ben bezáratta az özvegy királynét és a fiát, Vencelt. Kunigunda sikeresen szökött meg, és Závis von Falkensteinhez menekült, akivel szövetséget kötött. A brandenburgi őrgróf ezért Spandauba vitette a trónörököst, ám a cseh nemesek nyomására végül 1283-ban elengedte. Kunigunda és Závis viszonyt kezdtek egymással, később pedig össze is házasodtak. Kapcsolatukból egy gyermek született:
- Ješek (1282 körül – 1337 után) apja kivégzése után II. Vencel a Német Lovagrend gondjaira bízta, ahol a komturi rangig emelkedett

Kunigunda végül 1285. szeptember 4-én halt meg, negyvenéves kora körül, valószínűleg tuberkulózisban. Sírja a prágai Szent Ágnes-kolostorban található. Már nem érhette meg, hogy unokája, Cseh Vencel az Árpád-ház kihalása után magyar király legyen.